# Julien Kang
Julien Kang (Tiếng Hàn: 줄리엔 강, sinh ngày 11 tháng 4 năm 1982) là nam diễn viên có cha là người Hàn Quốc và mẹ là người Pháp. Anh là em trai của võ sĩ Denis Kang.. Anh trở nên nổi tiếng với vai cùng tên Julien trong series nổi tiếng Gia đình là số 1 phần 2 và phần 3. Vào tháng 5 năm 2012, Kang đóng vai phản diện với Ryu Shi-won là Kang Gu-ra, là một phi công đối đầu với Ryu Seung-hyuk trong phim Goodbye Dear Wife của kênh A.

## Tiểu sử
Julien Kang sinh ngày 11 tháng 4 năm 1982 tại Quần đảo Saint-Pierre và Miquelon thuộc Pháp nằm ở phía đông Canada, có cha là người Hàn Quốc và mẹ là người Pháp. Sau đó gia đình anh nhập cư vào Canada khiến anh sở hữu hai quốc tịch Pháp và Canada. Vì lớn lên ở Canada, anh ấy tự giới thiệu mình là người Canada và có bản sắc Canada mạnh mẽ. Anh tốt nghiệp bằng Thạc sĩ Công nghệ sinh học tại Trinity College Dublin ở Ireland. Ban đầu, anh dự định sống bình thường ở Canada sau khi tốt nghiệp đại học. Tuy nhiên, nhìn thấy người anh trai Denis Kang, một võ sĩ võ thuật tổng hợp, làm việc ở Hàn Quốc-nơi cha anh đang ở, anh bắt đầu mong muốn được làm việc ở đất nước của cha mình. Cuối cùng, Julien đã hoạt động với công việc người mẫu và ra mắt như một người nổi tiếng ở Hàn Quốc.

## Hoạt động khác
Vào ngày 18 tháng 8 năm 2012, Kang cùng với nữ diễn viên Yoon Se-ah, bắt đầu quá trình chuyển đổi giữa Mùa 3 và Mùa 4 của We Got Married. Cặp vợ chồng ảo này được người hâm mộ đặt tên là Cặp đôi KangYoon và Cặp đôi Juliah, chuyển đến ngôi nhà #1 trong làng Kết hôn mới. Kang được bầu làm trưởng làng bởi các cặp hiện tại.

## Đời tư
Vào ngày 27 tháng 6 năm 2023, Kang thông báo rằng anh đã kết hôn với fitness influencer JJ trên kênh YouTube của cô. Cặp đôi đã tổ chức đám cưới vào ngày 10 tháng 5 năm 2024.

## Danh sách phim

### Phim truyền hình
| Năm  | Tên                                    | Vai trò                          | Kênh        |
| ---- | -------------------------------------- | -------------------------------- | ----------- |
| 2008 | Star's Lover                           | Khách mời                        | SBS         |
| 2009 | Dream                                  | David                            | SBS         |
| 2009 | Gia đình là số một (phần 2)            | Julien                           | MBC         |
| 2010 | Personal Taste                         | Khách mời                        | MBC         |
| 2010 | Road No. 1                             | U.S. Marine Corps Platoon Leader | MBC         |
| 2011 | Real School!                           | Khách mời                        | MBC Every 1 |
| 2011 | High Kick: Revenge of the Short Legged | Julien                           | MBC         |
| 2012 | Twelve Men in a Year                   | Alex                             | tvN         |
| 2012 | Goodbye Dear Wife                      | Kang Gu Ra                       | Channel A   |
| 2012 | To the Beautiful You                   | Daniel Dawson                    | SBS         |
| 2013 | Potato Star                            | Julian                           | tvN         |
| 2017 | "Fight For My Way"                     | John Carreras                    | KBS2        |

### Truyền hình thực tế
| Ngày                                               | Chương trình            | Vai trò   | Tập        | Kênh |
| -------------------------------------------------- | ----------------------- | --------- | ---------- | ---- |
| ngày 21 tháng 8 năm 2010                           | Star Golden Bell        | -         | Tập 299    | SBS  |
| ngày 8 tháng 2 năm 2012                            | Radio Star              | -         | Tập 269    | MBC  |
| ngày 8 tháng 4 năm 2012                            | Running Man             | Khách mời | Tập 89     | SBS  |
| ngày 18 tháng 8 năm 2012 – ngày 2 tháng 3 năm 2013 | We Got Married Season 4 | Chú rể    | Tập 1 - 27 | MBC  |

### Xuất hiện trong Music Video
| Năm  | Bài hát                                                    | Ca sĩ      | Vai trò   | Ghi chú        |
| ---- | ---------------------------------------------------------- | ---------- | --------- | -------------- |
| 2011 | "No PlayBoy"                                               | Nine Muses | Nam chính |                |
| 2012 | "Because I'm Upset (속상해서)" (được biết đến "Depressed") | Zia        | Nam chính | với Fujii Mina |